# Давыдкин, Александр Данилович
Александр Данилович Давыдкин - советский государственный и политический деятель, председатель Эвенкийского окружного исполнительного комитета.

## Биография
Родился в 1907 году в Иркутской губернии. Член ВКП(б).
С 1931 года - на общественной и политической работе. В 1931-1946 гг. — секретарь Илимпийского районного комитета ВЛКСМ, директор Илимпийской школы советского и партийного строительства, председатель Исполнительного комитета Илимпийского районного Совета Эвенкийского национального округа, председатель Исполнительного комитета Эвенкийского окружного Совета
Избирался депутатом Верховного Совета СССР 1-го созыва.
Умер в 1981 году.